# تپه کوریجان ۱
تپه کوریجان ۱ مربوط به دوره اشکانیان - دوره ساسانیان - دوران‌های تاریخی پس از اسلام است و در شهرستان کبودر آهنگ، بخش مرکزی، روستای کوریجان واقع شده و این اثر در تاریخ ۱۰ دی ۱۳۸۱ با شمارهٔ ثبت ۷۰۱۸ به‌عنوان یکی از آثار ملی ایران به ثبت رسیده است.